# Purnu
Purnu är en by i Gällivare kommun, som av SCB till år 2000 klassades som en småort.

## Namnets betydelse
Purnu ligger i det område som tidigare utgjorde Lule lappmark och som ursprungligen hade samiska ortnamn. Purnu är inom Gällivare skogssamebys (lulesamiska Váhtjera vuovddetjärro) område. Gränsen mellan nordsamiska och lulesamiska går rakt igenom Gällivare kommun och Purnu tillhör den lulesamiska delen. Dagens ortnamn och/eller stavningen av dem är dock till största delen finska eller en blandning av finska och samiska. Det speglar i hög grad den finska kolonisation som har ägt rum. Ortnamnen visar bebyggelsens ursprung men är också beskrivande för ett område och hur det utnyttjats.
Namnet Purnu kommer från det lulesamiska buorna som betyder ”en stensatt grop för förvaring av kött” (från bland annat vildrensjakt). En slags primitiv källare som förekommit över hela det samiska bosättningsområdet. Hur de används beskriver bland annat den samiske författaren Johan Turi. En annan del av byn heter Pikkujako eller Pikko Jaako ”Lill-Jakob” och uppkallades efter den förste bosättaren i denna del av byn. Puolalaki är finska och betyder Lingonberget, vilket det också kallas. Lingonberget är ett av två svenska naturnamn i Purnu. Det andra är namnet på ån, Skrövån, efter byn Skröven som ån rinner förbi längre ner. Namnet kommer dock från det finska Röytiö ”stenskravel i vattendrag”. Kaartirova kommer från det samiska gárdde ”stängsel, gärde” och finska rova ”bränna, svedja”, på samiska roavve .

## Historik
De första nybyggarna som år 1762 kom till Purnu hette Per Olsson och Mickel Persson. 1769 kom Lars Johansson som i sin tur sålde en del av sitt nybygge år 1786 till Anders Andersson Labba. Att just Anders Andersson Labba kom till Purnu förklaras av att det var detta område hans mormor kom ifrån och hans morfars bror hade nybygge på, flesta kom från den samiska bosättningen Kilvo.
| ” | I Lule lappmark finns en lapp, som försökte att vara tillika både lapp och nybyggare. För den skull byggde han sig hus på ett visst ställe av sitt land, samt köpte kor och satte somliga av barnen däruppå, som arbetade på jorden och skötte sin boskap, men själv bodde han i tjäll tillika med de övriga barnen och for med sina renar omkring. Av hans barn är nu trenne nybyggare, nämligen i Kilwovare, Purno och Kaeppowoma, men de övriga är lappar. | „ |
| – Prosten Pehr Högström, Gällivares första präst, i Beskrivning öfver de till Sweriges Krona Lydande Lappmarker, 1747, s 235 ff | |   |

Det skall ha varit samen Olof Thomasson Fanni  och hans tre söner som Högström beskriver. Tjäll är en gammal beskrivelse av hydda eller tält. Antagligen avses här en torvkåta eller lávvu (samiskt tält). Olof Thomasson Fanni (Anders Andersson Labbas mors farfar) var håll-lapp. Håll-lapp var same som utöver ordinärt renskötselarbete hade plikt att tillhandahålla transporter med ackja och ren vid  Nasafjälls gruva. Han var också en period sprintare (ungefär renskötare utan eget lappskatteland) . Under perioden 1695–1742 skattade han för det egna lappskattelandet Saibmo i Sjokksjokk, Lule lappmark. Forskaren Peter Sköld skriver i uppsatsen "Samisk bosättning i Gällivare" att Saibmo var beläget norr om Nattavaara, norr om Kilvo.
Olofs söner hette Per Olofsson (Olsson) Purnu, Anders Olofsson Keppo och Mickel Olofsson (Olsson) Kilvo. Anders Olofsson Keppo var född 1690 och morfar till Anders Andersson Labba. Keppo var gift med Brita Nilsdtr från Sjokkjokk. Enligt Gustaf von Düben utgjordes Sjokkjokk av skogslappar som höll sig på sina gamla skatteland . Sjokkjokk kallas också Vuolle Sita (på svenska Nederbyn) och var indelat i 30 lappskatteland och omfattade största delen av Jokkmokks och Gällivares barrskogsområde, det vill säga i det område där Purnu ligger.
Anders Olofsson Keppo och familjen bodde på ett lappskatteland i Keppovuoma. Deras dotter fick ett oäkta barn 1759 som fick namnet Anders Andersson Labba.  I ortnamnsregistret upplyses att Avvakko, strax norr om Gällivare tidigare hette Kieppovuoma. Namn- och språkförväxling och bristfälligheter i äldre kartmaterials avbildning av geografin gör det svårt att i vissa tillfällen exakt fastställa skattelandens lokalisering, om inte nyare dokumentation finns att tillgå. Dessutom var socknarna geografiskt väldigt stora och vissa socknar som finns i dag, fanns inte tidigare. Gällivare socken bildades till exempel först på mitten av 1700-talet och innan dess hörde stora delar av det som senare blev Gällivare socken till Jukkasjärvi.
Forskaren Nils Johan Päiviö omtalar Kieppovuoma som förmodligen låg i östra änden av nuvarande Kiepanjaure och gränsade mot släkten Labba/Simmas skatteland, som sträckte sig långt in i Norge och omfattade området som ligger norr om Altevatn. På Samuel Gustaf Hermelins karta Charta öfver Wästerbottn och svenske Lappmarcken 1797 finns Kippovuoma utmärkt på kartan längs Ligga älv, det vill säga sydväst om Gällivare, i Lule lappmark. På Charta öfver Gellivare forsamling Luleå Lappmark 1743 finns en plats kallad Käppavuom norr om Gällivare i Sjokkjokk. Oaktat var lappskattelandet exakt låg kan man anta, baserat på dåtidens namnskick, med bruk av icke ärftliga patronymiska namn, att den okände fadern hade Anders som förnamn och Labba som samiskt släktnamn. 
Labba-släkten fanns i Torne lappmark, Jukkasjärvi församling och skattade för Tingevara norr om Torneträsk  och andra närliggande lappskatteland redan från tiden 1638 och framöver . Vid den tiden Anders Andersson Labba föddes skattar en Anders Andersson Labba och en Anders Larsson Lalla (Labba) i uppbördslängd i området. Bägge dör 1760. Eftersom kyrkböckerna inte är fullständiga vid den här tiden är det svårt att verifiera vem som var fadern till Anders Andersson Labba, men det ser ut att kunna finnas en koppling till Labba i Torne lappmark.
Efter att han köpt nybygget i Purnu köpte Anders Andersson Labba också Hiertta lappskatteland år 1790 av Hans Persson Puornu. Enligt forskaren Nils Johan Päiviö fanns vid den här tiden en legal förköpsrätt på lappskatteland för släktingar. Nordiska museets intendent Ernst Manker nämner också i sin bok släktnamnet Buona, som äldre släktnamn i Purnu . Det kan vara det lulesamiska uttalet av Purnu, Buorna, och Per Olsson Purnus ättlingar som avses eller Båvnå i betydelsen Bönträsk, lulesamiska Båvnåkjávrre, dit några i Labba-släkten flyttade.
Att samer blev nybyggare var inte ovanligt. En ny nybyggesförordning för Lappmarken kom 1749. I den fick även samer rätt att ta upp nybyggen. Anders Andersson Labba var den av nybyggarna som kom att stanna kvar i Purnu. Han gifte om sig efter första hustruns död och fick tillsammans med sina två hustrur Ingri Jakobsdotter och Anna Pehrsdotter sammanlagt 21 barn. 12 barn i det första äktenskapet och 9 barn i det andra äktenskapet. Äldsta barnet föddes 1784 och yngsta 1826. Anders Andersson Labbas barn fick enligt dåtidens tradition det patronymiska släktnamnet Andersson/Andersdtr (Anders son respektive Anders dotter) i folkbokföringen.
Anders Andersson Labba dog år 1827 enligt husförhörslängden AI:2, sid 15. Dödbok saknas för detta år. Vid bouppteckningen efter Anders första hustru, Ingri Jakobsdotter fanns det bland annat en häst, 11 kor och 37 får upptagna i dödsboet.
1828 upprättades bouppteckning efter Anders och då ägde han inte längre någon häst..Anders Andersson Labba hade vid sin död bland annat silverkosa, två silverbälten med 16 lod (200 gram) silver var,  42,32 Rd i kontanter, tre koltar varav två i vadmal och en gammal i blått kläde, en gammal renskinnspäls och en snopäls (sismuodda, innerpäls), 10 ackjor, 11 kor, 1 oxe, 28 får och 59 renar samt diverse andra föremål och verktyg till ett totalt värde av 325,10 Rd. Inga möbler finns upptagna i bouppteckningen.  . Labbas äldste son var nomad hela sitt liv. De övriga barnen var bofasta och flyttade i samband med giftermål till Nattavaara, Järämä (Satter), Låmmejaur i Jokkmokk, Nuortikon, Torasjärvi, Kilvo och Sarvisvaara. Fem av sönerna var bosatta i Purnu. Ättlingar finns i dag spridda över hela landet.
Ättlingarna till sönerna som var bosatta i Purnu fick i sin tur de patronymiska släktnamnen Jakobsson, Mattson, Larsson, Johansson och Olofsson. I nästa släktled blev ett av efternamnen Pehrsson. Under senare hälften av 1800-talet upphörde i stort sett bruket av patronymiska släktnamn i Sverige och –son namnen blev ärftliga familjenamn. På slutet av 1800-talet dog också den siste i Purnu som använde son-namn med tillägget Labba. Ättlingar som fortfarande är bosatta i Purnu har flera olika efternamn.
Lappskattelandet Hierta finns inte längre kvar i jordeböckerna. Enligt historiken Lennart Lundmark förvandlades hela Lappmarken på 1800-talet på något sätt till kronojord i myndigheternas ögon, oberoende av om samer hade lappskatteland eller inte. Förmodligen var det bara några tjänstemän som började skriva in krono i skattelängder och jordeböcker'. Det innebär att det är andra som står som ägare på samma mark som tidigare skattades och gick i arv.

### Befolkningshistorik
Vid folkräkningen den 31 december 1890 var 112 personer skrivna i Purnu.

## Renskötsel

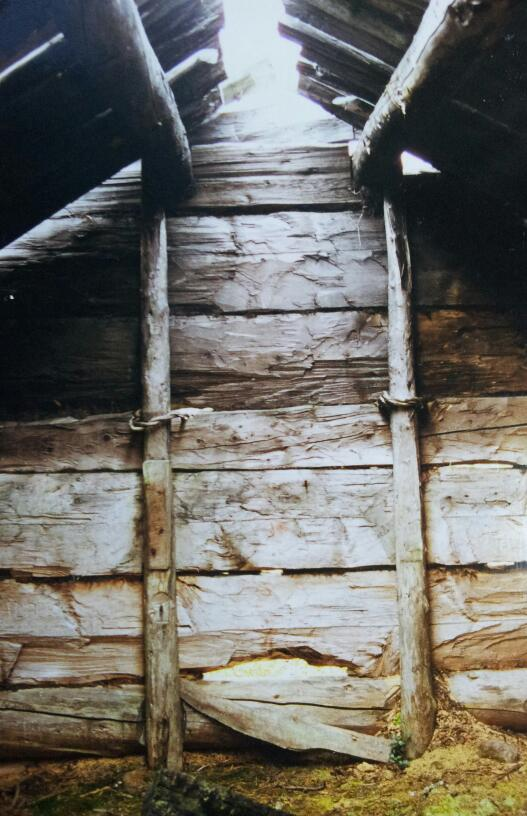
Interiörbild från Pehr Pehrssons timrade kåta från 1887

Den skogssamiska kulturen och renskötseln har vidareförts i generationer i Purnu. Ernst Manker utgav år 1968 i serien Acta Lapponica boken Skogslapparna i Sverige. Han besökte Purnu ett flertal gånger, främst på 1940-talet, och beskriver byn i boken. Då Manker besökte byn bodde sedan länge alla samer året runt på egna gårdar i byn. Tidigare hade man mest troligt haft visten på  andra ställen. Det vill säga skogssamerna i Purnu hade precis som andra skogssamer varit halvnomadiska med både fasta bostäder och periodisk flyttning. Renarna hade använts till att frakta mat och ägodelar mellan dessa visten. De klövjades om sommaren eller drog ackjor i vinterföre i en lång rad bundna efter varandra, rajd. Den sista klövjerajden gick 1926 och leddes av Pehr Pehrsson och gick från Purnu till Kissilaki. Vajorna i Purnu-sitan var upp till 300 stycken och mjölkades. Renost tillverkades och såldes fram till 1934, då det upphörde på grund av att det ansågs omodernt. Trots att rajdflyttningarna hade upphört var ackjan alltjämt tillfälligt i bruk i byn på 1940-talet.
År 1944 blev Frans Persson som då var ordningsman i Gällivare skogslappby tilldelad kungens guldmedalj För omsorgsfull renvård i femte storleken i Guld. Medaljen hade då inte delats ut på över 35 år.

'
| ” | - Jag vet inte. Jag gör bara som min far gjort före mig. | „ |
| – Frans Persson svarar på journalistens fråga varför han tror att han har kommit i åtanke för att återuppliva utdelningen av kungamedaljen för omsorgsfull renvård i intervju som återges den 26 mars 1944 i Svenska dagbladet: |                                                          |   |

Vid denna tidpunkt ansåg lappfogden att många skogslappbyar med kombinationsnäringar kopplade till jordbruket försummade renskötseln sommartid. Många omärkta renkalvar förde till oundvikliga förluster för den enskilde renägaren då kalvarna såldes på auktion och intäkterna tillföll samebyn. Det hävdas att Frans Persson som ordningsman hade sett till att Gällivare skogslappby var ett undantag. Där var det fortfarande prioriterat att behålla renskötseltraditionerna så inte renskötseln blev försummad. En ordning som medförde att kombinationsnäringar och renskötsel  gick att kombinera.
I artikeln står också att läsa att hans far, Pehr Pehrsson, var också en renskötare och hade en gång fått länsstyrelsens silverkåsa för omsorgsfull renskötsel. 

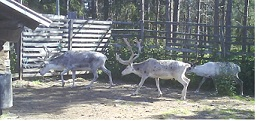
Renar i hage i Purnu

 Ännu idag bedriver ättlingar till Pehr Pehrssons söner Simon, Frans och Albert Persson skogssamisk renskötsel. Det gör även Åke Nordvall i Rattukkavaara och Egon och Roger Israelsson. De tillhör Gällivare Skogssameby och bedriver renskötsel i Purnu med omnejd. Alla dessa omnämnda är ättlingar till Jakob Andersson Labba, som var son till Anders Andersson Labba. Utöver traditionell renskötsel i Purnu finns också samisk turistverksamhet i mindre skala.
Många, främst kvinnor, har genom årens lopp förlorat renskötselrätten i Gällivare skogssameby likväl som alla andra som gått över till jordbruk. Detta har skett på grund av dåtidens assimileringspolitik som innebar att lappfogdarna överförde kvinnor från kolumnen renskötande hushåll till icke-renskötselberättigade samer eller till bofast icke-same. Att de bytte etnicitet i lappfogdens administration var inget som de själva ansökt om utan de blev av myndigheterna omklassificerade. Forskaren Åsa Nordin visar i sin avhandling att det var en medveten politik från statens sida att skogssamer som inte livnärde sig på renskötsel skulle assimileras och bli svenskar. Nordin tar upp exempel Hilda och Ottilia Jakobson från Purnu som bägge var renägare och tillhörde ett renskötande hushåll (brorsbarn till Pehr Pehrsson). Dessa kvinnor blev år 1935 flyttade till kolumnen icke-renskötselberättigade samer. Ett annat exempel är Josefina Persson, änkan till Pehr Pehrssons bror Olof. Hon blev också flyttad 1935 till kolumnen icke-renskötselberättigade samer.

## Kulturhistoria och Purnu på museer
I bland annat Nordiska museets arkiv finns olika samiska föremål insamlade från Purnu. Bland föremålen som finns registrerat (förvärvat i perioden 1893–1944) är samisk kvinnopäls av lulesamisk typ från familjen Frans Persson, ostkorg i rot, bärmes, ryggsäck i renskinn, renseldon, saltflaskor, smörbyttor, mjölkflaskor, bandvävgrind mm. Ernst Mankers fältanteckningar, fotografier och skisser från resor till bland annat Purnu finns bevarade. Det finns bilder på ackjor, dekorerade förhistoriska skidspetsar från Purnu, flätade ostformar i rot, interiör och exteriörbilder från hus och bodar däribland stolpbod för limtorkning [av renklövar]. Ett flertal porträtt finns också boken om Skogslapparna i Sverige. Skisser på samiska knivar slöjdade av bland annat Frans Persson och andra samer i Purnu finns också dokumenterat. Knivslidorna i horn har alla geometrisk gravyr i kombination med antingen avbildade djur (renar eller björnar), blomstermotiv eller motiv från den samiska trumman (renar, skog och kåta). Även kåsor, rengärden, snidade träformar för renosttillverkning och många andra föremål finns illustrerade. Pehr Pehrsson finns avbildad i en av Ernst Mankers fotografier med en handgjord skida sittande vid gården, Pietari, på samiska Biehtar (Pehrs gård) . Den bilden från 1943 finns bland annat i boken Medmänniskor i norr där Ernst Manker i bildtexten skriver att Pehr Pehrsson var en skicklig skidmakare. Likartade handgjorda träskidor med traditionell samisk geometrisk dekor beskriver Ernst Manker i en inventering där han presenterar fynden av gamla fornsamiska skidor i Purnu.
Norrbottens museum genomförde år 2002 inventeringar inom dokumentationsprojektet Skog och historia i Norrbottens län. Då blev bland annat inristningar i granar vid gamla renvallar noterade i Purnu .
Frans Persson gifte sig med Tyra Anetta Larsson från Tjoarvek (Hornberg) som var av samesläktena Nägga/Åsjack, Reusak (Rievsak), Sitsa/Finna. En av deras söner, Hans Person, renoverade på traditionellt sätt på 1990-talet tillsammans med yngre generationens renskötare en skogssamisk kåta. Delar av renoveringsarbetet bekostades av Länsstyrelsen i Norrbottens län. Inget material gick att köpa in, utan allt togs direkt från naturen. Kåtan omtalas av Manker i boken om Skogslapparna i Sverige. Kåtan ligger strax utanför Purnu vid resterna av ett gammalt timrat rengärde och bär inskriptionen PPS 1887 (Pehr Pehrsson). Den är timrad av halva timmerstockar som inte är sågade, utan på urgammalt sätt kluvna med yxa. Taket är traditionellt torvbelagt nävertak och den har två parallella åsar i taket med en öppning, reahpen, för rök från eldstaden Stolparna är fästade med vidjor i timmerväggarna.
Andra sidor av Purnu med omnejd har också blivit dokumenterat. Bland annat finns en rasbiologisk undersökning utförd 1932 av Statens rasbiologiska institut. Skallmätningarna utfördes i syfte att kategorisera befolkningen i långskallar och kortskallar. Samerna var kortskallar och därmed ansedda som en lägre stående ras.
Engagemanget för den skogssamiska kulturen lever vidare i Purnu och även förts in i samepolitiken. En av sönerna till Frans Persson, Anders Persson i Purnu, var under mandatperioden 2005–2009 ordinarie ledamot i Sametinget för partiet Vuovdega (Skogssamerna). Åren 2009–2013 var Anders Perssons dotter Helena Morén invald ordinarie ledamot i Sametinget och i Sametingsvalet 2013 blev Frans Perssons dotterson Johan Skogsfeldt, Purnu invald i Sametinget som ordinarie ledamot för Skogssamerna.

## Offentliga lokaler
I Purnu finns ett bönhus och en begravningsplats. Pehr Pehrsson upplät mark till ett västlaestadianskt bönhus som ideella krafter byggde. Det blev invigt 1936 och två av Pehr Perssons barnbarn döptes samtidigt, Frans son Per-Arne och Alberts dotter Karin Elsa Marie. Begravningsplatsen kom till sommaren 1960. Skolundervisning skedde förr i familjen Pehr Pehrssons ena mangårdsbyggnad under 30 år fram till dess byns första skolhus stod klart. Skolan i Purnu den är numera nedlagd och närmaste skola är i Hakkas. De sista eleverna i Purnu skola var årskurs 1974/1975.

## Mineraler
Purnu har viss skogssamisk kultur och samiska kulturlämningar liksom alla andra byar runt om. Runt byn Purnu finns det mineralfyndigheter. SGU menar att olivinförekomsten är av riksintresse. LKAB fann på 1980-talet en guldfyndighet i närheten av byn som bolaget Botnia planlade att skicka in bearbetningskoncession för våren 2011.